# Babiogórcy
Babiogórcy (Górale babiogórscy) – grupa etnograficzna ludności polskiej, zamieszkująca północne stoki Babiej Góry. Etnografowie zaliczają ich do grupy Górali beskidzkich. Po raz pierwszy opisani przez Wincentego Pola jako Babigórcy w 1851 roku .

## Obszar etnograficzny
Początkowo w opracowaniach XIX w. lokowano ich na dużo szerszym terenie niż obecnie począwszy od Lachowic i Stryszawy na Żywiecczyźnie po Jordanów. Tak rozległe lokowanie za błędne uważał już Seweryn Udziela. Obecnie według pochodzącej z Zawoi etnografki Urszuli Janickiej-Krzywdy zasiedlają następujące miejscowości:
- Zawoję
- Skawicę
- Białkę
- Grzechynię
- Juszczyn
- Sidzinę
- Maków Podhalański
- Żarnówkę

Otaczają ich następujące grupy etnograficzne: Górale żywieccy od zachodu, Kliszczacy od północnego wschodu, Podhalanie od wschodu oraz Orawianie od południa.

## Etnogeneza
Teren, na którym wykształciła się kultura Babiogórców, należał do królewszczyzny lanckorońskiej, którą od XIV starostowie sukcesywnie kolonizowali ludnością polską. W XVII wieku na zarębkach (14 ha nadania ziemi w górach) mieli osiedlać się Wołosi.

## Kultura
Dawniej ich głównym zajęciem była uprawa roli, górskie pasterstwo, którego tradycje przyniesione zostały tutaj przez Wołochów oraz wyrąb lasu. Wypas owiec i bydła prowadzono na stokach Policy, Jałowca, Babiej Góry. W uprawie pierwotnie żarowej (cerhlenie), potem opartej na nawożeniu obornikiem ze zwierząt hodowlanych dominowały owies, orkisz, jęczmień, żyto, ziemniaki, rzepa, kapusta oraz len. Eksploatacja lasu, zrąb, zwózka drewna i wyroby drewniane były dodatkowymi zajęciami. Dostarczały także materiału twórczości rzeźbiarskiej.
Po likwidacji serwitutów pastwiskowych i poboru drewna w lasach w 1853, który doprowadził do utraty połowy pastwisk przez górali, następuje upadek gospodarki szałaśniczej.
W 1853 roku opisu stroju babiogórskiego dokonał Józef Łepkowski. Na początku XX wieku ulegli silnym wpływom krakowskim (wraz z rozwojem turystyki na tym obszarze) oraz podhalańskim. Ich oryginalny strój ludowy został zapomniany. Dopiero niedawno staraniem Stowarzyszenia Gmin Babiogórskich odtworzono tradycyjne ubrania.
Zabytki budownictwa babiogórskiego gromadzi Skansen im. Józefa Żaka w Zawoi Markowej.